# Dikrella aegra
Dikrella aegra är en insektsart som först beskrevs av Beamer 1936.  Dikrella aegra ingår i släktet Dikrella och familjen dvärgstritar.
Artens utbredningsområde är Kalifornien. Inga underarter finns listade i Catalogue of Life.